# Sai (isten)
Sai az ókori Egyiptomban a végzet egyik istene Renenutet és Meszhenet mellett. Szerepe nem teljesen tiszta.
A sors megszemélyesítése volt; kapcsolatban állt a születéssel és az újjászületéssel a túlvilágon. Neve a „kijelöl”, „meghatároz”, „parancsol”, „kiterjeszt” jelentésű sa szóból ered, jelentése kb. „ami elrendeltetett”. Előfordul nőnemű alakban, Saitként is. Az egyiptomiak hite szerint az ember sorsa már születésekor eldőlt; a török kiszmet szó jelentése nagyjából pontosan visszaadja Sai fogalmát.
Az újbirodalom idején a Halottak Könyvében is szerepel. A XVIII. dinasztia alatt jelenik meg elsőként (ebben az időben egy papjáról is történik említés, tehát kultusza is lehetett), és innentől végigkíséri az egyiptomi történelmet, még Ehnaton uralkodása alatt is említik („Aton az örökkévalóság ura, aki létrehozta Sait és megalkotta Renenutetet”). II. Ramszesz, hogy istenségét hangsúlyozza, Sai urának és Renenutet teremtőjének nevezte magát. Nemcsak az emberek, hanem az istenek sorsa is Sai kezében volt.
Sait leginkább férfialakban (néha nőként), vagy kígyóként ábrázolták, kísérői közt gyakran ott volt a születéskor is jelen lévő Renenutet, aki a gyermek nevét adja, Meszhenet, a szülőtéglák megszemélyesítője, és Sepszet, a szülés víziló alakú istennője. Eredetileg Sai döntötte el, mi történik majd a megszületett gyermekkel életében, Renenutet pedig jó szerencsét hozott az életébe; később nem tettek megkülönböztetést a két isten között.
A görög-római időkben is tisztelték, Alexandriában Pszaisznak hívták és Agathodaimónnal, a jövendőmondás kígyóistenével hozták összefüggésbe. Szintén összefüggésbe került Széthhel, akinek szent állata a disznó volt (sai neve ugyanis disznót is jelent). Néha ábrázolták kígyófejű disznóként is.
Ahogy maga a sors lehet szerencsés vagy balszerencsés, Sait is tekintették szerencsét és balszerencsét hozónak is, de védelmet is jelképezhetett. Egy egyiptomi köszöntés így szólt: „Sai és Renenutet legyenek veled!”
„Ne szánd életed a gazdagság keresésére,
mert senki nem hagyhatja figyelmen kívül Sait.
Ne törődj sokat a külsőségekkel,
mert mindenkinek meg van szabva az ideje.
(Amenemopet intelmei)